# 第一次国共内战
第一次國共內戰是指中國在1927年至1937年間，由中國國民黨領導的國民政府、國民革命軍與中國共產黨領導的政權和軍隊之間的內戰，在西安事變和平解決、第二次國共合作共同抗日後趨向隱化，以國共摩擦形式存在，中國國民黨稱為剿共或剿匪。中國共產黨稱第二次國內革命戰爭、土地革命戰爭或十年內戰:4922。

## 背景

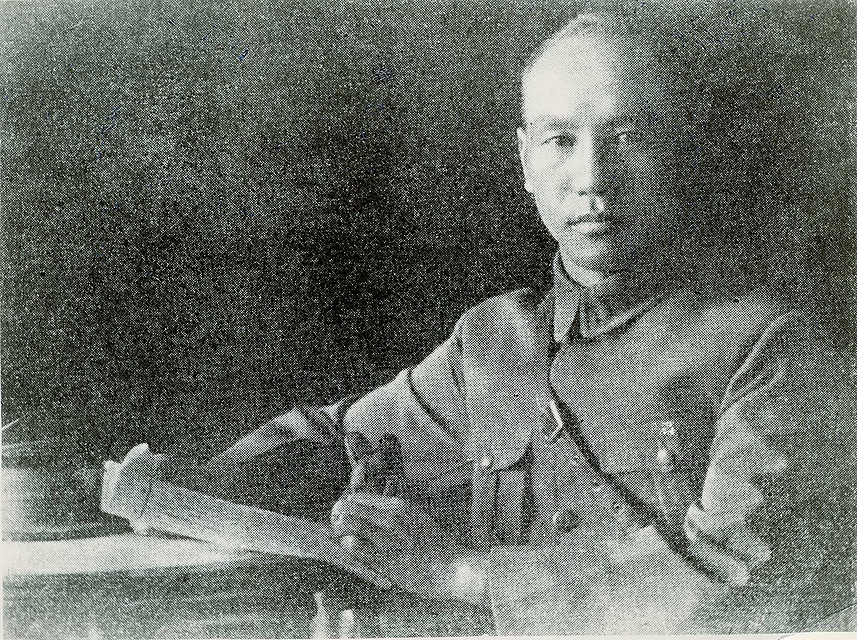
1926年的蒋中正

1925年孫中山病逝。如同袁世凱病逝後的北洋軍閥一樣，失去最高精神領袖後的國民黨派閥蜂起，蘇聯加速分裂國民黨。出现了以蒋中正为首的金陵派、汪精卫为首的武汉派及陈济棠为首的广州派。1927年4月12日，蒋介石发动四一二事件，開始以強硬手段清剿黨內左派及共產主義者，大批共產黨领导人遭逮捕、禁錮及處決，共產黨在中國国内大城市尤其是上海的黨組織亦遭受毀滅性打擊。隨著國共正式決裂，第一次國共合作告終。而以汪精衛等國民黨左派為首的武漢國民政府依舊容共，即為“寧漢分裂”，並爆發了宁汉战争。後來武漢政府逐漸認为蘇聯是在利用中共干涉中國，于7月15日召開七一五事变，徹底結束了國共合作。8月，武漢政府併入南京政府，即寧漢合流。

## 经过

### 中共獨立發展

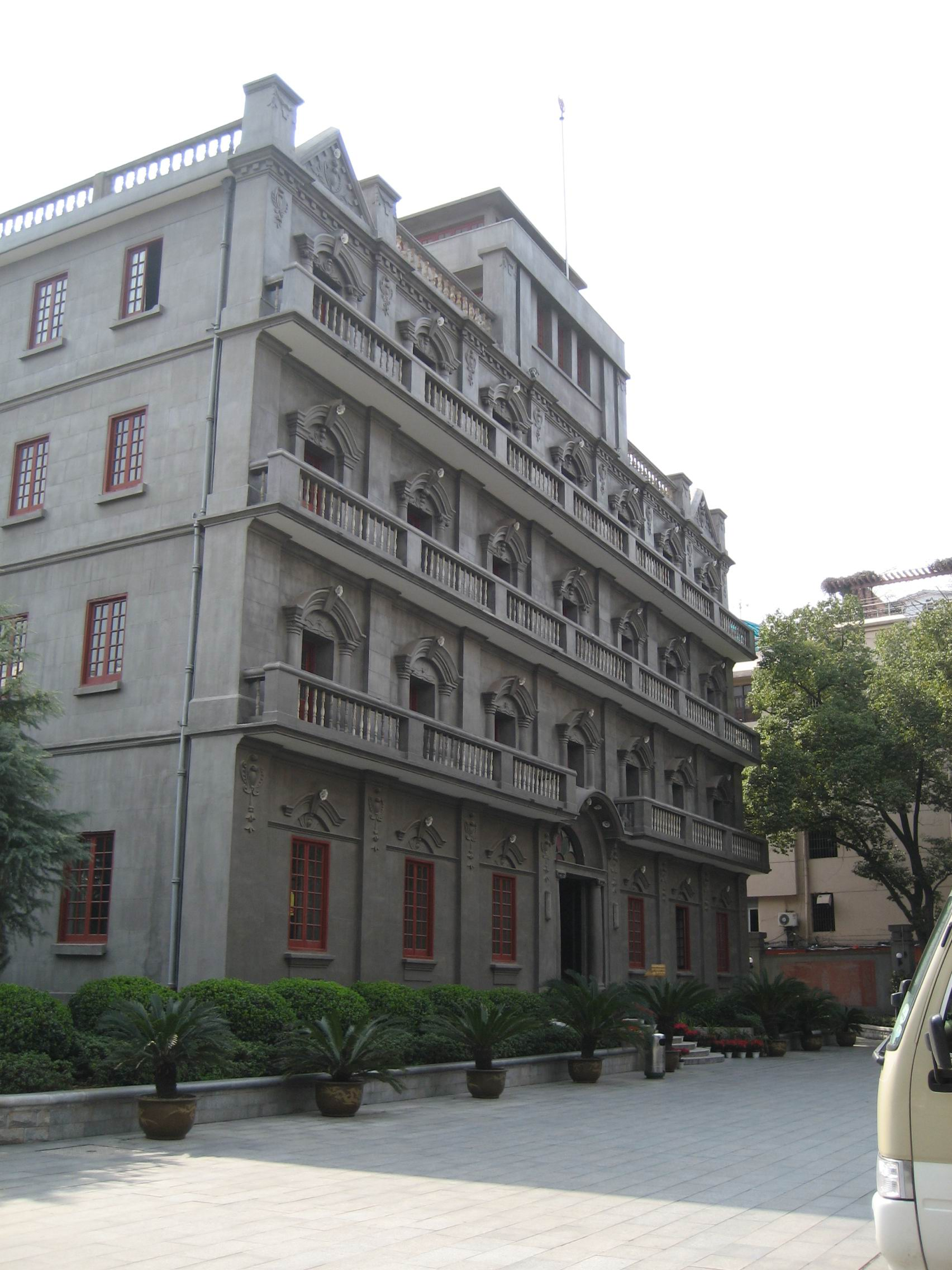
作为起义军总指挥部的江西大旅社，现为八一南昌起义纪念馆

中国共产党为了反对蒋介石，於1927年8月1日發動南昌起義，打响武裝反抗中国国民党的第一枪:4922。由此建立起由中国共产党直接控制的军队。8月7日，中共在漢口召開八七会议，而後毛澤東在湖南進行秋收起义，並于1927年10月帶領軍隊到達江西井冈山，建立井岡山根據地，途中進行了三灣改編，確定中共對軍隊的絕對控制。1928年4月，朱德，陈毅帶領南昌起義時的殘餘勢力與其他武裝勢力與毛澤東在井岡山會師。
由于中國國民黨的势力尚在完成北伐战争，无暇顾及地方尤其是南方的军事勢力，中国共产党的部队得以壮大。当时作为中国共产党湖南省委前委书记的毛泽东推行土地革命，没收地主的地权以换取农民的支持。在中國國民黨勢力薄弱的不发达地方建立根据地，用游击战术避开军阀的进攻。这套政策获得了一定的成功，各省的中国共产党分部纷纷复制其经验建立起地方根据地。其中以在江西南部建立的中央根據地最大，中共的武裝勢力發展到十萬人。

### 國民政府全面围剿
1928年6月，奉軍大元帥张作霖被日本關東軍炸死，12月29日，张作霖之子张学良在奉天通电东北易帜，除卻北洋政府的五色旗，改懸國民政府的青天白日滿地紅旗，宣布歸順南京，南北象徵性統一。
中原大戰結束後，蔣主力在軍事上消滅中國共產黨，在政治上準備召開「國民會議」，制定訓政時期約法，由蔣當總統，把五院院長統一置於總統管轄之下:472。蔣經常公開警告提防中共之威脅，但蔣希望先弭平軍閥，再對付中共；故蔣暫緩大舉征伐毛澤東，改由地方及省級軍事長官負責；「蘇區」得到三年成長，頗具規模；張國燾説：蔣專注於第二階段北伐和後來與軍閥間之衡突；戰爭使全國各地惡化，鄉村民心背離、成群遊蕩逃兵潰卒，極易被中共吸收；黨派內鬨消耗政府力量，使「蘇區」在金錢和武器援助下有足夠時間去擴張:104-105。
1929年1月14日，毛澤東、朱德率紅四軍主力3,600人進軍贛南:187-188。
1930年1月上旬，毛澤東決定率紅四軍回師贛南:209。10月2日，毛澤東和朱德命令紅一軍團，「決於四日拂曉總攻吉安城」，成立江西省蘇維埃政府，主席曾山:231。
委員長李立三仍支持「城市革命」路線，希望由知識份子與中產階級入手。他認為1930年爆發中原大戰是很好的時機，動員城市和鄉村的共產黨組織向附近的大城市進攻。但行動當中城市的組織暴露行蹤，使得自1927年清黨以來好不容易恢復的工人組織再被國民政府一網打盡。此一行動潰敗代表著「城市中心論」政策徹底失敗，李也因此遭批鬥罷黜。中共也隨著接下來的十年建設/國民政府剿共階段，將注意力放在如何獲得大多數貧農支持與獲得武器資源的「回到鄉村」路線上。
1930年至1932年6月，國民政府四次对中国共产党在江西的根据地中央蘇區“圍剿”:4922。由于中国國民黨内部派系意见不一，以及毛泽东、朱德等人的成功游击战术，四次围剿均告失败。
1931年1月3日，紅軍在東韶附近進攻譚道源部第五十師，打破第一次「圍剿」:240-241。4月，顾顺章在上海被捕。5月31日，紅軍突襲建寧縣，打敗劉和鼎三個團，打破第二次「圍剿」:250。6月22日，向忠发被捕。二人的被捕及處決代表共產黨勢力撤出了城市。6月6日，蔣稱即日將赴江西指揮，6月22日抵達南昌，集中30萬兵力:251。7月10日前後，毛澤東、朱德在閩贛邊收攏紅一方面軍主力，回師贛南，於7月28日到達興國西北的高興圩:252。8月5日晚，為跳出敵主力包圍，於高興圩受嚴密包圍之紅一方面軍急行軍東進，8月6日中午抵達蓮塘:253。8月7日，蓮塘戰鬥朱德、毛澤東指揮紅一方面軍主力打敗上官雲相部1旅加1個多營；同日下午良村戰鬥打敗第五十四師:254。8月11日，黃陂戰鬥紅一方面軍打敗毛炳文師:254。8月16日，紅一方面軍被包圍於黃陂、君埠地區:255。8月13日，毛澤東、朱德在君埠召開軍事會議，會後命令紅十二軍向樂安佯動，紅一方面軍主力突破重圍，到興國東北白石、楓邊地區休整:255-256。紅十二軍牽著「進剿」軍往東北走，到8月底紅一方面軍已西去；9月初毛澤東、朱德率紅一方面軍3萬多人到興國、萬安、泰和縣間的均村、茶園岡山區隱蔽集結:256。9月4日，何應欽按照蔣介石決定，令左、右翼兩集團軍退卻；9月7日，毛澤東、朱德指揮紅軍一部在泰和縣老營盤殲滅第九師1個旅:256-258。紅一方面軍主力在興國縣高興圩攻擊蔡廷鍇2個師，對峙兩天雙方死傷都近3千人；9月15日，紅一方面軍主力轉移到東固以南的方石嶺，截住韓德勤師和蔣鼎文師一部將其全殲，韓德勤被俘後化成伙夫離開；其他進擊軍撤出根據地，打破第三次「圍剿」:258。9月，王明前往莫斯科，博古成为中国共产党的实际领导人。中共也逐渐迁往江西瑞金的根据地。博古、李德等蘇派排挤毛泽东，直接指挥部队。11月，中华苏维埃第一次全国代表大会准备会在江西瑞金召開，中華蘇維埃共和國成立，定都瑞金。
同年日本關東軍發動九一八事變，侵略滿洲地區，並于次年在當地扶持已經退位的前清朝皇帝溥儀，建立滿洲國，並在此後數年不斷向華北地區侵略。中國的民族危機不斷加深，這一時期中國國民黨對東北偽滿洲國政權採取不抵抗政策，仍維持中日邦交，放縱日本在中國北方勢力坐大。中國共產黨在滿洲淪陷之後即對日本宣戰，并組織由楊靖宇領導的東北抗日聯軍在滿洲進行游擊戰，與當地不願投降的部分國民黨舊部聯合對日局部作戰。

### 中共轉移主力
1933年4月，江西新淦為中國工農紅軍所陷，國軍軍心搖動，局勢險惡:27。蔣隨後發表《告各將領先清內匪再言抗日電》，申明「外寇不足慮」，中國共產黨實為心腹之患，如不先清中國共產黨，「則決無以禦外侮」:25-36。1933年9月，蔣介石發動對蘇區的第五次围剿:4922。蔣在德國顧問輔助下，兵力達到100萬人。中央紅軍在作戰中，在以王明為代表的“左”傾錯誤戰略指導下，實行進攻中的冒險主義和防禦中的保守主義，結果使反圍剿遭到失敗:4922。同年年底，國民革命軍第十九路軍在福建部分地區發動起義，宣佈成立“中華共和國人民革命政府”，強調“兄弟齊心御外辱”的國內政策，該政權僅存在數月時間即被國民政府剿滅。
1934年10月，中央红军除留一部分继续坚持游击战争外，主力被迫退出中央苏区，进行长征:4922。11月，國軍佔領瑞金。
中共紅軍主力部队于1935年1月到达遵义后，召开遵义会议，至此确立了毛泽东在军事上的领导地位。中共認為遵義會議“是中共歷史上一個生死攸關的轉折點”。
之后过程红军主力部队辗转从四川到达陕西，因多次与中国国民党部队的冲突和缺水缺粮等因素损失大半兵力。其中較為知名的事件有“飛奪瀘定橋”，过雪山草地等。於1935年10月与陕甘根据地部队会合，1936年10月紅軍三大主力在会宁会师，長征結束。此外中国共产党根据地也因受国军攻击而有所受损。

### 國共再次合作
1935年至1936年间，驻扎在陕西的红军部队与国民政府部队多次发生冲突。其中较为著名的有1936年2月红军以进入河北、热河抗日为名，袭击太原的阎锡山部队，向地主搶糧，以解決缺糧問題。以及1935年开始东北军和西北军对共军的攻势。
1935年11月，中国国民党在第五次全国代表大会后，逐渐改变对日政策。1936年12月12日发生西安事变，蔣介石被迫接受停止內戰、联共抗日之條件:4922。楊虎城，張學良二人發動政變，扣押蔣介石，是為西安事变。中共最初希望對其“交於人民公審”，但在共產國際的要求下，改為了“希望和平解決”。其和平解决，成为时局转变的枢纽，中国共产党借联合抗日之名获得喘息机会。
1937年2月，在中国国民党五届三中全会前夕，中共发出《给国民党三中全会电》，提出停止没收地主土地，国共两党重新合作的主张。中國國民黨五届三中全会上，接受了国共两党合作抗日的政策。1937年7月抗日戰爭全面爆發后，蔣介石于7月15日發表廬山聲明，事實上承認了中共的合法地位。9月22日，中央通訊社公開發表並接受了中共的《共赴國難宣言》，第一次國共內戰正式結束，第二次國共合作開始。

## 後續

### 中共軍隊改編
国共合作开始后，中共軍隊开始逐渐被改編為國民革命軍；例如陝北的主力被改編為國民革命軍第八路軍，南方的游擊隊被改編為國民革命軍新編第四軍，但事實上仍然直接聽從中共的控制。虽然中共与國民政府在军队调动上的矛盾时有激化，甚至发生例如皖南事变那样的冲突，這一期間共產黨高級幹部被國民黨特務暗殺事件、國共軍隊擦槍走火事件頻發。但即便如此，抗日战争结束国共之间仍保持合作关系。同时中共借抗日的机会，在敵後戰場发动游击战，以及通过多种政策聯合民众，至抗日战争结束时其属下正规军已壮大至61万人，非正规军66万人，民兵260余万人，裝備主要依靠對日作戰繳獲，并建立了較大規模的根據地，共計擁有約9,000萬人口。